# Lindvallen
Lindvallen (letteralmente la Valle della Calce) è una delle quattro località sciistiche di Sälen associate al comprensorio Skistar. L'area attorno a Lindvallen è ricoperta per lo più da boschi. Assieme a Högfjället, Lindvallen  mette a disposizione un totale di 58 piste e 47 impianti di risalita di cui tre sono seggiovie: Märta Express, Gustav Express ed Express 303. Lindvallen è conosciuta per avere un profilo accogliente nei confronti dei bambini ed il pupazzo di neve sulla cima della Gustavbackens (pista Gustavo) ne è un esempio. Lindvallen ospita una delle più popolari scuole sciistiche d'Europa con oltre 30.000 allievi nella sola stagione [2005]/[2006|'06].
Le altre località sciistiche della zona di Sälen sono Högfjället, Tandådalen, Hundfjället, Stöten e Kläppen.

## Seggiovie

### Gustav Express
Gustav Express è una seggiovia a quattro posti e parte da Gustavtorget (piazza Gustavo), sita nel centro di Lindvallen, e porta ad una serie di piste facili o medie. La pista presso la quale l'impianto si sviluppa si chiama anch'essa Gustav ed è classificata come blu, ossia facile. In cima alla seggiovia c'è un ristorante e da lassù si sviluppa un impianto di collegamento con la vicina località sciistica di Högfjället.

### Express 303
Attorno all'impianto si sviluppano per lo più piste nere, ossia difficili.

### Märta Express
L'impianto si estende nei pressi di una pista blu (facile) che si chiama Märta.